# بانگ‌مرغ حنایی
بانگ‌مرغ حنایی (نام علمی: Schetba rufa) نام یک گونه از تیره بانگ‌مرغان است.